# خوسه رودریگز (دوچرخه‌سوار)
خوسه رودریگز (اسپانیایی: José Rodríguez‎؛ زادهٔ ۳۰ آوریل ۱۹۶۶) دوچرخه‌سوار اهل اسپانیا است. وی در  بازی‌های المپیک تابستانی ۱۹۸۸ شرکت کرده است.